# Município de Harrisville (condado de Medina, Ohio)
O município de Harrisville (em inglês: Harrisville Township) é um município localizado no condado de Medina no estado estadounidense de Ohio. No ano de 2010 tinha uma população de 1.836 habitantes e uma densidade populacional de 29,49 pessoas por km².

## Geografia
O município de Harrisville encontra-se localizado nas coordenadas 41° 01′ 30″ N, 82° 01′ 30″ O. Segundo o Departamento do Censo dos Estados Unidos, o município tem uma superfície total de 62.26 km², da qual 62,21 km² correspondem a terra firme e (0,08 %) 0,05 km² é água.

## Demografia
Segundo o censo de 2010, tinha 1.836 pessoas residindo no município de Harrisville. A densidade populacional era de 29,49 hab./km².